# 세종연구소
세종연구소(世宗硏究所, Sejong Institute)는 대한민국의 연구소로 외교부 소관 재단법인이다. 대한민국 전 대통령 전두환의 아호를 딴 일해재단(日海財團)이라는 이름으로도 널리 알려져 있다. 안보 · 남북통일 · 대외 관계 연구, 교육, 연수가 설립 목적이다. 안보 · 통일 · 외교 정책 분야의 중 · 장기적인 국가 전략과 정책 대안을 개발하는 민간 공익연구소이다. 현재 위치는 경기도 성남시 수정구에 있다.

## 연혁
- 1983년 11월 25일 창립총회, 정관 제정
- 1983년 12월 1일 재단법인 일해재단 설립(문교부), 이사장 최순달 취임.
- 1984년 7월 2일 재단업무 개시(서울시 종로구 삼청동)
- 1984년 10월 26일 문교부에서 외무부로 소관 부처 이관
- 1985년 2월 1일 장학생 선발, 장학사업 개시, 재단 부지 확보(경기도 성남시 시흥동)
- 1985년 3월 20일 이사장 이정오 취임
- 1985년 8월 30일 아웅산 유가족 자녀 해외유학지원 시작
- 1986년 1월 18일 재단부설 '평화안보연구소' 개소(연구소 정식 개소 시점)
- 1986년 2월 16일 재단부설 '평화안보연구소'를 '일해연구소'으로 명칭 변경.
- 1986년 2월 19일 이사장 겸 초대연구소장으로 김기환 취임
- 1987년 8월 27일 법인명칭을 '재단법인 일해재단'에서 '재단법인 일해연구소'로 변경
- 1987년 9월 28일 이사장 정주영 취임
- 1988년 3월 20일 아웅산 유가족 소득지원사업 시작
- 1988년 5월 4일 법인 명칭을 '재단법인 일해연구소'에서 '재단법인 세종연구소'로 변경
- 1989년 7월 5일 이사장 겸 연구소장 이용희 취임
- 1991년 4월 16일 연구소장 정일영 취임
- 1993년 6월 21일 이사장 정원식 취임
- 1994년 4월 1일 연구소장 한배호 취임
- 1996년 9월 19일 법인명칭을 '재단법인 세종연구소'에서 '재단법인 세종재단'으로 변경
- 1997년 7월 4일 이사장 강영훈, 연구소장 한배호 취임
- 1999년 3월 15일 연구소장 김달중 취임
- 1999년 안보연구실, 남북한관계연구실, 지역연구실, 국제정치경제연구실로 정비.
- 2000년 11월 27일 이사장 오기평, 연구소장 백종천 취임
- 2004년 11월 27일 이사장 임동원 취임
- 2005년 세종 국정과제 연수과정 운영.
- 2007년 1월 26일 연구소장 박기덕 취임
- 2008년 11월 27일 세종재단 이사장 공로명 취임
- 2009년 1월 1일 연구소장 송대성 취임
- 2011년 11월 8일 이사장 권철현 취임
- 2013년 1월 1일 연구소장 송대성 재취임
- 2015년 2월 2일 이사장 박준우 취임
- 2015년 6월 1일 연구소장 진창수 취임, 법인명칭을 '재단법인 세종재단 '에서 '재단법인 세종연구소'로 변경
- 2018년 2월 12일 이사장 백종천 취임
- 2018년 6월 1일 연구소장 백학순 취임
- 2021년 2월 12일 이사장 문정인 취임
- 2021년 6월 1일 연구소장 이상현 취임

## 전.현직 인사
- 이용희
- 이종석
- 임동원
- 정일영
- 조현준
- 정세현
- 정옥임
- 현인택

## 같이 보기
- 전두환
- 대한민국 통일부
- 북한대학원대학교